# Chaszczowanie
Chaszczowanie (ukr. Хащованя) – wieś na Ukrainie, w rejonie stryjskim (do 2020 roku w rejonie skolskim) obwodu lwowskiego. Wieś liczy 383 mieszkańców.
W II Rzeczypospolitej do 1934 samodzielna gmina jednostkowa, następnie należała do zbiorowej wiejskiej gminy Ławoczne. Początkowo w powiecie skolskim, a od 1932 w powiecie stryjskim w woj. stanisławowskim. Stacjonowała tu placówka Straży Celnej „Chaszczowanie”. Po wojnie wieś weszła w struktury administracyjne Związku Radzieckiego.